# Helictopleurus fungicola
Helictopleurus fungicola är en skalbaggsart som beskrevs av Leon Fairmaire 1899. Helictopleurus fungicola ingår i släktet Helictopleurus och familjen bladhorningar. Utöver nominatformen finns också underarten H. f. peyrierasi.